# Triaspis virginiensis
Triaspis virginiensis är en stekelart som först beskrevs av William Harris Ashmead 1889.  Triaspis virginiensis ingår i släktet Triaspis och familjen bracksteklar. Inga underarter finns listade i Catalogue of Life.